# 박진주
박진주(한국 한자: 朴昣奏, 1988년 12월 24일 ~ )는 대한민국의 배우이다.

## 학력
- 목포중앙여자중학교 (졸업)
- 목포정명여자고등학교 (졸업)
- 서울예술대학 연기과 뮤지컬전공 전문학사 (졸업)

## 출연 작품

### 영화
- 2011년 영화 《써니》 ... 어린 황진희 (홍진희 아역 ) 역
- 2012년 영화 《두 개의 달》 ... 박인정 역
- 2013년 영화 《코알라》 ... 한우리 역
- 2014년 영화 《플랜맨》 ... 은하 역
- 2015년 영화 《돼지 같은 여자》 ... 미자 역
- 2016년 영화 《라이트 마이 파이어》
- 2018년 영화 《궁합》 ... 옥희 역 (우정출연)
- 2018년 영화 《국가부도의 날》 ... 강윤주 역
- 2018년 영화 《스윙키즈》 ... 란다 역
- 2019년 영화 《자전차왕 엄복동》 ... 봉선 역
- 2019년 영화 《사자》 ... 중국집 배달부 역
- 2022년 영화 《정직한 후보 2》 ... 봉만순 역
- 2022년 영화 《위기의 X》
- 2022년 영화 《영웅》 ... 마진주 / 링링 역
- 2023년 영화 《멍뭉이》

### 드라마
| 연도                   | 방송사                        | 제목                                                | 역할          | 비고     |
| ---------------------- | ----------------------------- | --------------------------------------------------- | ------------- | -------- |
| 2011                   | MBC                           | 《하이킥! 짧은 다리의 역습》                        | 홍보희        |          |
| 2012                   | MBC                           | 《하이킥! 짧은 다리의 역습》                        | 홍보희        |          |
| 2012                   | TV조선                        | 《프로포즈 대작전》                                 | 조진주        |          |
| 2013                   | JTBC                          | 《가시꽃》                                          | 박남희        |          |
| 2013                   | KBS2                          | 《KBS 드라마 스페셜 - 내 낡은 지갑 속의 기억》      | 고추자        | 단막극   |
| 2013                   | KBS2                          | 《연애를 기대해》                                   | 서도경        | 단막극   |
| 2013                   | KBS2                          | 《루비 반지》                                       | 고소영        |          |
| 2014                   | KBS2                          | 《루비 반지》                                       | 고소영        |          |
| TV조선                 | 《백년의 신부》               | 오진주                                              |               |          |
| SBS플러스              | 《여자만화 구두》             | 이수영                                              |               |          |
| TV조선                 | 《아내 스캔들 - 바람이 분다》 |                                                     |               |          |
| SBS                    | 《엔젤 아이즈》               | 김윤정                                              |               |          |
| SBS                    | 《사랑만 할래》               | 샛별 친구                                           | 특별출연      |          |
| SBS                    | 《모던파머》                  | 한상은                                              |               |          |
| SBS                    | 2015                          | 《떴다! 패밀리》                                    | 박진주        | 특별출연 |
| SBS                    | 2015                          | 《냄새를 보는 소녀》                                | 마애리        |          |
| MBC 드라마넷           | 2015                          | 《나의 유감스러운 남자친구》                        | 말숙          |          |
| O'live                 | 2015                          | 《유미의 방》                                       | 허세지        |          |
| SBS                    | 2015                          | 《나의 판타스틱한 장례식》                          | 나래          |          |
| 네이버 TV              | 2015                          | 《연애탐정 셜록K》                                  | 진주          |          |
| 2016                   | MBC EVERY1                    | 《웹툰히어로 툰드라쇼 시즌 2 - 조선왕조실톡 시즌2》 | 황덕정 (15세) |          |
| 2016                   | SBS                           | 《질투의 화신》                                     | 오진주        |          |
| 2016                   | 네이버 TV                     | 《일다종사》                                        | 조은나        |          |
| 2016                   | KBS2                          | 《월계수 양복점 신사들》                            | 다방 종업원   | 특별출연 |
| 2016                   | iHQ DRAMA                     | 《1%의 어떤 것》                                    | 한유경        |          |
| 2016                   | SBS                           | 《푸른 바다의 전설》                                | 간호사        |          |
| 2017                   | SBS                           | 《푸른 바다의 전설》                                | 간호사        |          |
| 《초인가족 2017》      | SBS                           | 과외선생                                            | 특별출연      |          |
| 《엽기적인 그녀》      | SBS                           |                                                     | 특별출연      |          |
| 《다시 만난 세계》     | SBS                           | 홍진주                                              |               |          |
| 《당신이 잠든 사이에》 | SBS                           | 문향미                                              |               |          |
| MBC                    | 《투깝스》                    | 간호사                                              |               |          |
| 2018                   | tvN                           | 《남자친구》                                        | 구은진        |          |
| 2019                   | tvN                           | 《그녀의 사생활》                                   | 이선주        |          |
| 2019                   | tvN                           | 《호텔 델루나》                                     | 경아          | 특별출연 |
| 2020                   | SBS                           | 《편의점 샛별이》                                   | 욕쟁이 여고생 | 특별출연 |
| 2020                   | tvN                           | 《사이코지만 괜찮아》                               | 승재          |          |
| 2021                   | SBS                           | 《그 해 우리는》                                    | 이솔이        |          |
| 2022                   | KBS2                          | 《당신이 소원을 말하면》                            | 임세희        | 특별출연 |
| 2023                   | ENA                           | 《사랑한다고 말해줘》                               | 오지유        | 16부작   |
| 2025                   | tvN                           | 《별들에게 물어봐》                                 | 기자          | 특별출연 |

### 라디오 프로그램
| 진행 기간 (또는 출연 날짜 및 연도) | 제목                           | 채널     | 비고     |
| ---------------------------------- | ------------------------------ | -------- | -------- |
| 2017년 6월 12일 ~ 2017년 6월 13일  | 《조윤희의 볼륨을 높여요》     | KBS 쿨FM | 스페셜DJ |
| 2022년 12월 20일                   | 《정오의 희망곡 김신영입니다》 | MBC FM4U | 게스트   |

### 연극
- 《연탄길》 (2011년)
- 《막돼먹은 영애씨》 (2012년)
- 《김지윤 소장의 화이트데이 콘서트》 (2018년)

### 예능
- 2016년 MBC 《미스터리 음악쇼 복면가왕》 ... 하늘에서 비가 내려와요 우비소녀 (참가자)
- 2016년 MBC 《나 혼자 산다》 - 게스트
- 2016년 KBS2 《해피투게더》 - 게스트
- 2017년 JTBC 《말하는대로》 - 게스트
- 2022년 MBC 《놀면 뭐하니?》 - 고정출연

### 음반
- TV조선 《프로포즈 대작전》 OST - 그날 이후 (2012년)
- 영화 《두 개의 달》 OST - 너에게 화가 나 (Feat.Yuri) (2012년)
- 크리스마스 리턴즈 - 동물음악대(펭수, 록단장, 소울곰, 고막여우)

## 수상 및 후보
| 연도 | 시상식                     | 부문                                         | 작품               | 결과 |
| ---- | -------------------------- | -------------------------------------------- | ------------------ | ---- |
| 2017 | SBS 연기대상               | 여자 조연상                                  | 다시 만난 세계     | 수상 |
| 2018 | 제13회 숨피 어워즈         | 브레이크아웃 배우상                          | 당신이 잠든 사이에 | 후보 |
| 2021 | SBS 연기대상               | 미니시리즈 코미디·로맨스부문 여자 우수연기상 | 그 해 우리는       | 후보 |
| 2022 | MBC 방송연예대상           | 여자 신인상                                  | 놀면 뭐하니?       | 수상 |
| 2023 | 대한민국 퍼스트브랜드 대상 | 멀티테이너(여)                               | 놀면 뭐하니?       | 수상 |
| 2023 | 제21회 디렉터스 컷 시상식  | 올해의 새로운 여자배우상                     | 영웅               | 후보 |
| 2023 | MBC 방송연예대상           | 쇼·버라이어티부문 여자 우수상                | 놀면 뭐하니?       | 후보 |
| 2024 | MBC 방송연예대상           | 쇼·버라이어티부문 여자 우수상                | 놀면 뭐하니?       | 후보 |